# Measure of a Man
Measure of a Man é o álbum de estreia de Clay Aiken lançado em 14 de Outubro de 2003, cinco meses após a conclusão da segunda temporada do American Idol. O álbum estreou no #1 da Billboard 200 e foi, com 613 mil cópias vendidas em sua primeira semana, a estreia mais vendido de um artista solo desde Doggystyle de Snoop Dogg em Dezembro de 1993. Foi #1 na Billboard 200 durante 2 semanas consecutivas e recebeu uma certificação de multi-platina em 17 de Novembro de 2003.

## Faixas
1. "Invisible" – 4:03
2. "I Will Carry You" – 3:44
3. "The Way" – 4:06
4. "When You Say You Love Me" – 4:07
5. "No More Sad Songs" – 4:01
6. "Run to Me" – 3:33
7. "Shine" – 4:09
8. "I Survived You" – 3:34
9. "This Is the Night" – 3:32
10. "Perfect Day" – 3:52
11. "Measure of a Man" – 3:58
12. "Touch" – 3:51

## Desempenho nas paradas
| Tabela (2003) | Position |
| ------------- | -------- |
| Billboard 200 | 1        |